# Seirijai
Seirijai è una località della Lituania, situata nella contea di Alytus.